# Discovery Historia
Discovery Historia es un canal de historia de Polonia. El canal fue originariamente una empresa conjunta entre Discovery Networks y TVN. Está dirigido por Barbara Bilinska-Kepa.
Desde su lanzamiento, el 15 de noviembre de 2006 el canal ha ofrecido algunas producciones polacas, como Wielkie ucieczki, Rozmowy niekontrolowane Macieja Szumowskiego, Historie z Karty y ARCHIVOS X. latach po Śledztwa.
El 30 de mayo de 2009, TVN (Polonia) se retiró del canal y vendió su participación a Discovery Networks. Por lo tanto, el canal se convirtió en su totalidad propiedad de Discovery Networks Europe.
A la luz del hecho de que TVN ya no están asociados con el canal y que Discovery Networks ha actualizado su perfil corporativo, el canal recibe un nuevo logotipo el 1 de octubre de 2009. El nuevo logo fue creado por la misma Discovery.
Discovery Historia solía ser exclusivamente disponibles en la plataforma de satélite, pero esto cambió después de TVN vendió su parte. El operador de cable Jambox anunciado que ofrecerá el canal en octubre de 2009.